# Axel Werner
Axel Wilfredo Werner (Rafaela, Argentina; 28 de febrer de 1996) és un futbolista professional argentí que juga com a porter al Rosario Central, cedit per l'Elx CF.

## Trajectòria

### Atlético de Rafaela
El seu debut a la porteria de la Crema es va produir en la Copa Argentina 2014-15, en la golejada 5-1 sobre el Deportivo Merlo. Després de les seves grans actuacions, va ser venut a l'Atletico de Madrid, tot i que va ser cedit per una temporada al Boca Juniors.

### Atlético de Madrid
El 20 d'agost de 2016, Werner va signar un contracte per cinc anys amb l'Atlètic de Madrid, essent immediatament cedit al Boca Juniors per una temporada.

#### Boca Juniors (cedit)
Va ser presentat oficialment al Boca Juniors el 29 d'agost de 2016, i hi va debutar en un partit amistós contra l'Olimpia de Paraguai que va finalitzar amb empat 2-2 amb un final polèmic.
Abans de jugar el Superclásico argentí el porter titular Guillermo Sara va patir una luxació d'espatlla i això va fer que Werner debutés oficialment amb el Boca. El seu debut oficial es va produir l'11 de desembre de 2016 en l'Estadi Monumental contra River Plate, partit que van guanyar els Xeneize per 2-4.
L'11 de juliol de 2018, Werner va anar cedit per un any a la SD Huesca, club acabat d'ascendir a La Liga. Tercer porter rere Roberto Santamaría i Aleksandar Jovanović, només va jugar vuit partits de lliga durant la temporada, en que l'equip va descendir.
El 21 de juny de 2019, Werner va tornar a anar cedit, aquest cop a l'Atlético San Luis de Mèxic. Després de ser en la primera temporada suplent de Carlos Felipe Rodríguez, passà a ser el tercer porter la temporada 2020–21, en què la cessió s'amplià un any.

### Elx
L'1 de setembre de 2021, agent lliure Werner va retornar a la primera divisió espanyola, en signar contracte per dos anys amb l'Elx CF. Després de ser tercera opció rere Édgar Badía i Kiko Casilla, fou cedit a l'Arsenal de Sarandí el següent 31 de gener.
El 30 de gener de 2022, Werner fou cedit a l'Arsenal de Sarandí argentí fins a final de 2022.

## Palmarès
Boca Juniors
- 1 Campionat argentí: 2016-17.

Atlético de Madrid
- 1 Lliga Europa de la UEFA: 2017-18.

## Internacional
El 2013 va ser convocat per Humberto Grondona pel Mundial de Futbol Sub-17 que es va disputar als Emirats Àrabs Units. En aquesta competició va ser suplent d'Augusto Batalla i només va jugar el partit pel tercer lloc, en el qual Argentina va caure davant Suècia per 4-1.
L'entrenador Julio Olarticoechea va convocar Werner per representar a la Selecció Argentina de Futbol en els Jocs Olímpics de Rio de Janeiro 2016 en comptes de Batalla, que no va ser cedit pel seu club, el River Plate. No va disputar cap partit de la selecció que va quedar eliminada en fase de grups, ja que el lloc de porter el va ocupar Gerónimo Rulli.